# Prawy Kocioł

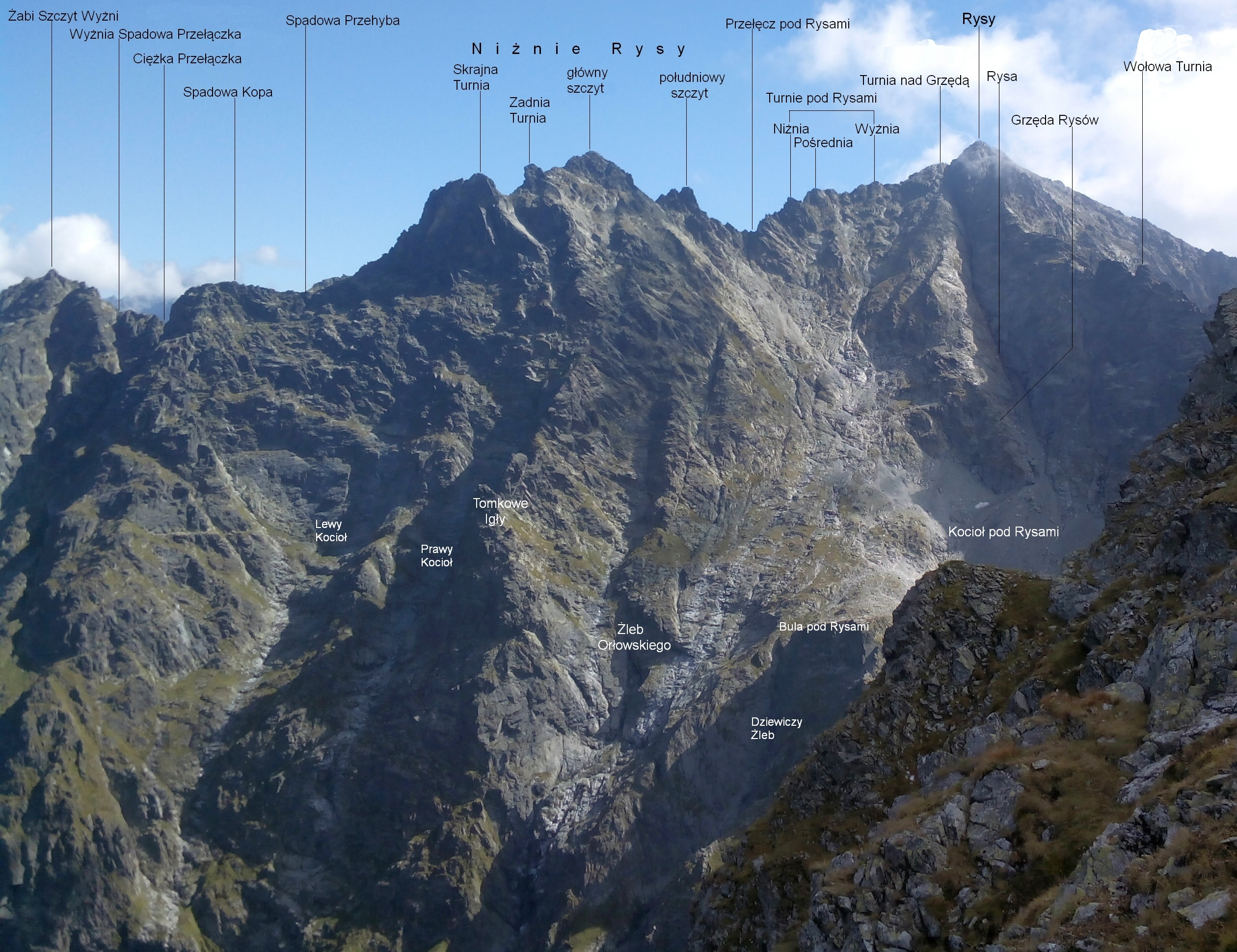
Widok z Mięguszowieckich Szczytów

Prawy Kocioł (niem. Rechter Kessel, słow. Pravý kotol, węg. Jobboldali-katlan) – niewielki kocioł w masywie Niżnich Rysów w Tatrach Polskich. Znajduje się w ich zachodniej depresji opadającej z przełączki między trzecim i czwartym (najbardziej północnym) wierzchołkiem Niżnich Rysów. Kocioł znajduje się powyżej pierwszego progu tej depresji i jest najgłębiej wciętym jej miejscem. Po prawej (patrząc od dołu) stronie wznosi się nad nim ściana Skrajnej Tomkowej Igły o wysokości dochodzącej do 200 m, po lewej grzęda opadająca z północnego wierzchołka Niżnich Rysów. Kocioł jest łatwy do przejścia, częściowo płytowy, częściowo piarżysty. Górą zamknięty jest płytowym progiem o wysokości około 30 m.
Autorem nazwy kotła jest Władysław Cywiński.

## Drogi wspinaczkowe
Przez depresję z Prawym Kotłem prowadzi droga wspinaczkowa. Inna droga trawersuje dolną część Prawego Kotła.
1. Prawą depresją; III, jeden wyciąg IV, jedno miejsce V w skali tatrzańskiej, czas przejścia 6 godz.
2. Dolny trawers z  Wyżniego Białczańskiego Żlebu przez północno-zachodnią ścianę i zachodnią grzędę na Bulę pod Rysami; 0, 0+, kilka miejsc I, dwa miejsca II, 45 min[2].